# Inspektorat obrane
Inspektorat obrane je, u većini država,  ustrojbeno je tijelo Ministarstva obrane odnosno ministra obrane. Ovlasti inspektorata razlikuju se od zemlje do zemlje, ovisno o broju subjekata ustrojbeno određenih za nadzor sustava. Zadaće inspektorata obrane svode se na nekoliko glavnih područja, kao što je ocjenjivanje spremnosti obrambenog sustava (obuka, logistika, ljudski potencijali), provedba općih i pojedinačnih akata, materijalno i financijsko poslovanje, nadzor zaštite okoliša i zaštita ljudskih prava (utvrđivanje stanja inspekcijskim nadzorom ili provjerom anonimnih predstavki i pritužbi). 
U Republici Hrvatskoj, Inspektorat obrane ustrojstvena je jedinica Ministarstva obrane zadužena za ocjenjivanje spremnosti zapovjedništava, postrojbi i ustanova Oružanih snaga Republike Hrvatske. Na čelu Inspektorata obrane nalazi se Glavni inspektor obrane, koji je za svoj je rad odgovoran ministru obrane.